# George Turner
George Turner (Melbourne, 15 d'octubre de 1916 - Ballarat, 8 de juny de 1997) va ser un escriptor australià de ciència-ficció, famós per les seves novel·les Les torres de l'oblit (mereixedora del Arthur C. Clarke Award i el Commonwealth Writers' Prize) i Genetic Soldier, que tenen com a marc principal les conseqüències del canvi climàtic. Va guanyar també el premi Miles Franklin Award per la novel·la The Cupboard Under the Stairs. És considerat un nom rellevant dins el camp de la distopia literària i de la crítica de gènere.